# ОШ „Ратко Вукићевић” Ниш
ОШ „Ратко Вукићевић” једна је од основних школа у Нишу. Налази се у улици Ратка Вукићевића 5, у општини Медијана. Назив је добила по Ратку Вукићевићу, шпанском борцу и капетану Шпанске републиканске армије.

## Историјат
Повереништво за просвету и културу је 22. новембра 1949. донело решење о формирању Прве седмогодишње основне школе у Нишу која је смештена у школској згради у улици Вождовој бр. 7, у којој је до тада радила четвороразредна Основна школа бр. 2. Школске 1950—51. године су спојени дотадашњи нижи разреди до мале матуре Прве и Друге мушке гимназије и Женске гимназије и тако постали део нове осмогодишње школе, популарно назване – осмолетке. Град је подељен на рејоне и сваки ученик се уписивао у најближу осмогодишњу школу. Од дотадашње Прве седмогодишње основне школе се формирају Прва осмолетка, данашња ОШ „Вожд Карађорђе” и Друга осмолетка, данашња ОШ „Ратко Вукићевић” које користе исту школску зграду у Вождовој улици. Осим Прве и Друге осмолетке на подручју града Ниша је формирано исте године још шест осмолетки, данашње основне школе „Радоје Домановић”, „Коле Рашић”, „Краљ Петар I”, „Иван Горан Ковачић” и „Његош”. Прва седница Наставничког савета Друге осмолетке је одржана 9. септембра 1950, наставни кадар је чинило пет професора, три наставника, четрнаест учитеља, секретар и директор школе и имали су 749 ученика у осамнаест одељења од првог до осмог разреда од којих је тридесет и девет било из Женске гимназије, а из Прве мушке гимназије педесет и девет за пети и тридесет и пет за седми разред. Школа је 24. децембра 1952. променила назив у Осмогодишњу школу „Змај Јова Јовановић”, али је и даље радила у истој згради коју је делила са Осмогодишњом школом „Вожд Карађорђе”. Савет за просвету општине Ниш је за потребе ових школа одредио зграду у улици Божидара Аџије бр. 2, звану Шамијара, где је смештено шеснаест одељења у осам просторија, али и поред тога настава је морала да се организује у међусмени. Због пораста броја становника у Нишу, као и продужења обавезног школовања од четири на седам, а касније на осам година, најпогодније место за зидање нове зграде Осмогодишње школе „Змај Јова Јовановић” био је терен око парка Чаир јер је испуњавао захтеве нове школе – у оквиру плана било је решено питање школског дворишта, школа би била осунчана са свих страна, заклоњена од дима, прашине, буке и штетних испарења, а од главне саобраћајнице удаљена педесет метара. Преселили су се 1958. године у нову школску зграду под новим именом Основна школа „Ратко Вукићевић”.

## Догађаји
Догађаји Основне школе „Ратко Вукићевић”:
- Дечја недеља
- Међународни дан пешачења
- Међународни дан мира
- Међународни дан толеранције
- Међународни дан писмености
- Дан солидарности
- Дан интелигенције
- Светски дан науке
- Светски дан детета
- „Сакупљај своју амбалажу и носи на рециклажу”
- „Један слаткиш један осмех”
- „Понашање у саобраћају”
- Пројекат „Лечење некада и сада”
- Пројекат „Некад и сад”
- Пројекат „Сигурни путеви за децу од куће до школе”
- Пројекат ERASMUS
- Међународно такмичење гудача
- Нишки сајам књига